# Matt Gerald
Matt Gerald (Miami, 2 de maig de 1970) és un actor estatunidenc. Va debutar el 1998 amb la pel·lícula Starstruck i la seva participació en altres produccions inclouen: Magnolia, Terminator 3: Rise of the Machines i Avatar. A la televisió ha participat en diverses sèries, entre elles: CSI: Crime Scene Investigation i The Unit.

## Filmografia
| Any  | Pel·lícula                         | Paper                  |
| ---- | ---------------------------------- | ---------------------- |
| 1998 | Starstruck                         | patruller              |
| 1999 | Magnolia                           | oficial de policia     |
| 2004 | Terminator 3: Rise of the Machines | líder d'unitat SWAT    |
| 2005 | In the Mix                         | Jackie                 |
| 2008 | Choke                              | detectiu Ryan          |
| 2009 | Avatar                             | caporal Lyle Wainfleet |